# Tom Croft
Thomas Richard Croft (Basingstoke, 7 novembre 1985) è un ex rugbista a 15 britannico, che giocava nel ruolo di terza linea ala. Nella sua carriera vanta 40 presenze con la nazionale inglese, con la quale ha preso parte alla Coppa del Mondo di rugby 2011, e ha anche rappresentato le Isole Britanniche in due tour, nel 2009 e nel 2013. Fatto inusuale per un avanti, fu uno dei più veloci giocatori della sua squadra di club.

## Biografia
Croft iniziò la sua carriera professionistica a vent'anni nel Leicester, club con il quale vanta a tutto il 2013 quattro titoli di campione inglese; messosi in luce già nel 2006 con l'Inghilterra VII, nel gennaio 2008 fu inserito dal C.T. della Nazionale maggiore Brian Ashton nella rosa per il Sei Nazioni, nel corso del quale disputò il suo incontro d'esordio a Saint-Denis contro la Francia.
Successivamente ha disputato anche gli ultimi due incontri del torneo, contro Scozia e Irlanda.
L'anno seguente fu convocato per il tour 2009 dei British Lions contro il Sudafrica, ai cui tre test match prese parte marcando due mete complessivamente; presente anche alla Coppa del Mondo di rugby 2011 con l'Inghilterra, a quattro anni di distanza dal tour precedente fu convocato per la spedizione dei British Lions del 2013 in Australia, scendendo in campo in due test match contro gli Wallabies e vincendo la serie 2-1.

## Palmarès
- Premiership: 4
Leicester: 2006-07, 2008-09, 2009-10, 2012-13
- Coppa Anglo-Gallese: 1
Leicester: 2006-07